# Nalipoite
La nalipoite è un minerale.